# Masud Tawakali
Masud Tawakali (ur. ?) – tanzański lekkoatleta, skoczek wzwyż.

## Rekordy życiowe
- Skok wzwyż – 2,00 (1978)[1] rekord Tanzanii[2]